# هومستد (فلوریدا)
هومستد (به انگلیسی: Homestead) شهری در شهرستان میامی-دید ایالت فلوریدا است که در سال ۱۹۱۳ بنیان‌گذاری شده‌است. این شهر طبق سرشماری سال ۲۰۱۰ میلادی، ۶۰٬۵۱۲ نفر جمعیت داشته و مساحت آن نیز ۳۷٫۲ کیلومتر مربع است.